# Robert Craig
 Robert Robertson "Bob" Craig (Sydney, 1 de setembre de 1885 - Sydney, 5 de març de 1935) va ser un jugador de rugbi a 15 i rugbi a 13 australià que va competir amb la selecció d'Austràlia a començaments del segle xx.
Abans de dedicar-se al rugbi, Craig va destacar en d'altres esports. Va guanyar 8 campionats estatals consecutius de natació entre 1899 i 1906; va guanyar amb el seu club quatre Campionats de Sydney de waterpolo, i el 1905, amb el Club de Futbol Balmain guanyà el campionat de l'estat.
El 1908 és seleccionat per jugar amb la selecció d'Austràlia de rugbi a 15 que va prendre part en els Jocs Olímpics de Londres i guanyà la  medalla d'or.
En tornar a Austràlia passa a jugar amb la selecció d'Austràlia de rugbi a 13, amb qui disputa 7 partits entre 1910 i 1914. A nivell de clubs jugà al Balmain Tigers, amb qui guanyà quatre campionats entre 1915 i 1919.